# Hoploscopa tonsepi
Hoploscopa tonsepi is een vlinder uit de familie van de grasmotten (Crambidae), uit de onderfamilie van de Hoploscopinae. De wetenschappelijke naam van deze soort is voor het eerst gepubliceerd in 2020 door Théo Léger en Matthias Nuss.
De voorvleugellengte is 9 tot 10 millimeter.

## Verspreiding
De soort is ontdekt in het dorp Yawan op 1700 meter hoogte in de provincie Eastern Highlands (Papoea-Nieuw-Guinea).

## Waardplanten
De rups leeft op Diplazium esculentum.